# Registre distribuït
Un registre distribuït (també anomenat registre compartit o tecnologia de registre distribuït o DLT) és el consens de dades digitals replicades, compartides i sincronitzades que es distribueixen geogràficament entre molts llocs, països o institucions. A diferència d'una base de dades centralitzada, un registre distribuït no requereix un administrador central i, per tant, no té un únic punt d'error (central).
En general, un registre distribuït requereix una xarxa informàtica d'igual a igual (P2P) i algorismes de consens perquè el llibre major es repliqui de manera fiable a través dels nodes informàtics distribuïts (servidors, clients, etc.). La forma més comuna de tecnologia de registre distribuït és la cadena de blocs (associada habitualment amb la criptomoneda Bitcoin), que pot estar en una xarxa pública o privada. La infraestructura per a la gestió de dades és una barrera comuna per implementar DLT.

## Característiques
Les dades de registre distribuïts normalment es distribueixen entre diversos nodes (dispositius computacionals) en una xarxa P2P, on cadascun replica i desa una còpia idèntica de les dades del llibre major i s'actualitza independentment dels altres nodes. L'avantatge principal d'aquest patró de processament distribuït és la manca d'una autoritat central, que constituiria un únic punt de fallada. Quan una transacció d'actualització del llibre major s'emet a la xarxa P2P, cada node distribuït processa una nova transacció d'actualització de manera independent i, a continuació, col·lectivament, tots els nodes de treball utilitzen un algorisme de consens per determinar la còpia correcta del llibre major actualitzat. Un cop determinat un consens, tots els altres nodes s'actualitzen amb l'última còpia correcta del llibre major actualitzat. La seguretat s'aplica mitjançant claus criptogràfiques i signatures.

## Aplicacions
El 2016, alguns bancs van provar sistemes de registre distribuït per a pagaments per determinar-ne la utilitat. El 2020, Axoni va llançar Veris, una plataforma de registre distribuït que gestiona les transaccions d'intercanvi d'accions. BlackRock Inc., Goldman Sachs Group Inc. i Citigroup, Inc. fan servir la plataforma, que coincideix i concilia les dades posteriors a la negociació dels intercanvis d'accions.
Un esquema pilot de l'Autoritat Monetària de Singapur va completar les seves primeres operacions en directe mitjançant DLT el 2022. El pilot del banc central de Singapur va implicar DBS i JP Morgan. Els bancs van comerciar amb contractes intel·ligents contra grups de liquiditat de bons del govern de Singapur tokenitzats, bons del govern japonès, iens i dòlars de Singapur. Singapur ha establert dos pilots més. Standard Chartered Bank està explorant fitxes per al finançament comercial; i HSBC i United Overseas Bank estan treballant amb Marketnode, un proveïdor d'infraestructures de mercats digitals, en productes per a la gestió de patrimonis.